# Ōjōden
Ōjōden (jap. 往生伝) – wywodzący się z Chin, ale typowy dla Japonii gatunek literacki, będący rodzajem buddyjskiej hagiografii. Są to biografie ludzi, którym dane było odrodzić się w Czystej Krainie (buddy Amitābhy).
Gatunek ten powstał w Chinach, gdzie istniała silna tradycja biograficzna, w tym zwyczaj spisywania biografii mnichów buddyjskich (jednym z ważniejszych przykładów jest zbiór opowieści o wybitnych mnichach Gaosengzhuan 高僧傳 z VI w.). Większość takich zbiorów ukazywała następstwo mistrzów sięgające Indii, co miało wspierać autorytet szkół chińskich, takich jak huiyuan, chan czy tiantai. Szkoła Czystej Krainy także doceniała rolę takich swoistych genealogii i kompilowała je za czasów panowania dynastii Song. Nieco później, w XII i XIII w., takie zbiory biograficzne tworzono również w Japonii.
Nazwa wangshengzhuan (jap. ōjōden) wywodzi się od tytułu chińskiego zbioru biografii Wangsheng xifa jingtu ruiying zhuan („Cudowne biografie odrodzonych w Czystej Krainie Zachodu”), autorstwa Wenshena i Shaokanga, datowanego na koniec VIII w. Biografie te, wywodzące się z Gaosengzhuan, miały inną formę, porządkowały bowiem żywoty nie w postaci linii następstwa mnichów, lecz wedle ich osiągnięć na różnych polach, np. prac translatorskich, interpretacyjnych, praktyki monastycznej, i nie ograniczały się jedynie do mnichów, lecz opisywały także świeckich. Bohaterowie biogramów nie byli ze sobą związani (jak w linii mistrz–uczeń), jedynym czynnikiem łączącym był fakt, że odrodzili się oni w Czystej Krainie Amitābhy.
Teksty te służyły ukazaniu, że nie tylko mnisi, ale wszyscy mogą się odrodzić w buddyjskim raju Czystej Ziemi. Tworzone w Japonii od okresu Heian (VIII–XII w.), osiągnęły tam większą popularność niż w Chinach. Były istotnym elementem popularyzacji Szkoły Czystej Krainy i ważną częścią japońskiej literatury hagiograficznej, w której tradycja tworzenia zbiorów biografii mnichów rozwinęła się dużo później (w XVII w.). Tworzono je do czasów współczesnych (XIX i XX w.), tak w Japonii, jak i w Chinach.